# Czechy (powiat świdnicki)
Czechy (niem.Tschechen, od 1937 Friedrichsrode) – wieś w Polsce położona w województwie dolnośląskim, w powiecie świdnickim, w gminie Jaworzyna Śląska.

## Podział administracyjny
W latach 1975–1998 miejscowość administracyjnie należała do województwa wałbrzyskiego.

## Kult religijny
KW Czechach jest nowo powstały kościół, w którym ołtarz główny wraz z wszystkimi rzeźbami w nim znajdującymi się wykonał miejscowy rzeźbiarz Bogdan Falender. W 2007 r. biskup Ignacy Dec włożył do ołtarza relikwie bł. Matki Marii Karłowskiej. 5 lipca 2009 poświęcono kościół w Czechach. Termin corocznego odpustu: 2 czerwca. Czechy należą do parafii św. Barbary w Pastuchowie.